# Yoann Langlet

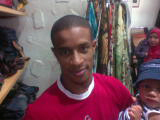
Yohan Langlet

Yoann Langlet (Le Port, 25 december 1982) is een Frans-Mauritaans voetballer die als middenvelder speelt. Daarnaast is Langlet actief als Mauritaans international.

## Carrière
Hij begon zijn voetbalcarrière in 1999 in Frankrijk bij de jeugd van Girondins de Bordeaux en in 2003 ging hij naar Stade Lavallois dat speelde in de Ligue 3 en hij maakte overstappen naar vele Zwitserse clubs waaronder FC Sion. Hij speelt ook voor het Mauritaans voetbalelftal daarvoor speelde hij ongeveer negen wedstrijden en maakte vier doelpunten, waarvan drie in de kwalificatie voor de Afrika Cup 2008. Vervolgens speelde hij enkele jaren in Griekenland en een jaar op Cyprus alvorens terug te keren naar Zwitserland: eerst bij FC Fribourg en daarna bij FC Monthey.
| seizoen     | club                    | land          | competitie        | wed. | goals |
| ----------- | ----------------------- | ------------- | ----------------- | ---- | ----- |
| 1999/00     | Girondins de Bordeaux B | Frankrijk     | Ligue 4           | 6    | 1     |
| 2000/01     | Girondins de Bordeaux B | Frankrijk     | Ligue 5           | ?    | ?     |
| 2001/02     | Girondins de Bordeaux B | Frankrijk     | Ligue 5           | ?    | ?     |
| 2002/03     | Stade Lavallois         | Frankrijk     | Ligue 3           | 16   | 0     |
| 2003/04     | FC Baulmes              | Zwitserland   | Challenge League  | 15   | 5     |
| 2004/05     | FC Sion                 | Zwitserland   | Axpo Super League | 27   | 5     |
| 2005/06     | FC Baulmes              | Zwitserland   | Challenge League  | 32   | 2     |
| 2006/07     | FC Vaduz                | Liechtenstein | Challenge League  | 26   | 1     |
| 2007/08     | Al-Ittihad Tripoli      | Libië         | Premier League    | ?    | ?     |
| 2008/09     | FC Fribourg             | Zwitserland   | 1. Liga           | 3    | 0     |
| 2008/09     | Stade Nyonnais          | Zwitserland   | Challenge League  | 12   | 1     |
| 2009/10     | Ionikos                 | Griekenland   | Beta Ethniki      | 30   | 0     |
| 2010/11     | Thrasyvoulos Fylis      | Griekenland   | Beta Ethniki      | 10   | 2     |
| 2011/12     | PAE Veria               | Griekenland   | Beta Ethniki      | 28   | 1     |
| 2012/13     | Enosis Neon Paralimni   | Cyprus        |                   | 16   | 1     |
| 2013/14     | FC Fribourg             | Zwitserland   | 1. Liga           | ?    | ?     |
| 2014        | FC Monthey              | Zwitserland   | 1. Liga Classic   | ?    | ?     |
| Bijgewerkt: | 10-08-2015              |               | Totaal            | 252  | 19    |